# Corbin City
Corbin City est une ville de l'État américain du New Jersey, située dans le comté d'Atlantic.
Lors du recensement de 2010, sa population est de 492 habitants. La municipalité s'étend sur 8,94 milles carrés (23,15 km2), dont 1,28 milles carrés (3,32 km2) d'étendues d'eau.
Corbin City devient une municipalité indépendante de Weymouth Township le 11 mars 1922.